# ポマレード
ポマレード（仏: Pomarède）は、フランス南西部のオクシタニー地域圏ロット県に属するコミューン。

## 地理
県の西部の丘陵地帯に位置し、県都のカオールから西に25km、小郡の中心地のカザルから南西に10kmのところにある。街から北西へ行くと幹線道路のD673に接続する。

## 行政
- 市長：ジャン・アン（Jean Annès、2001年から） - 社会党所属の元教師。

## 人口の推移
| 1962年 | 1968年 | 1975年 | 1982年 | 1990年 | 1999年 | 2007年 |
| ------ | ------ | ------ | ------ | ------ | ------ | ------ |
| 103    | 136    | 114    | 106    | 112    | 143    | 175    |

INSEEより。